# Juvenília
Juvenília är en kommun i Brasilien.   Den ligger i delstaten Minas Gerais, i den östra delen av landet, 400 km öster om huvudstaden Brasília. Antalet invånare är 5 708.
Omgivningarna runt Juvenília är huvudsakligen savann. Runt Juvenília är det mycket glesbefolkat, med 4 invånare per kvadratkilometer.